# Bathycopea typhlops
Bathycopea typhlops là một loài chân đều trong họ Ancinidae. Loài này được Tattersall miêu tả khoa học năm 1905.